# Diocesi di Valeria

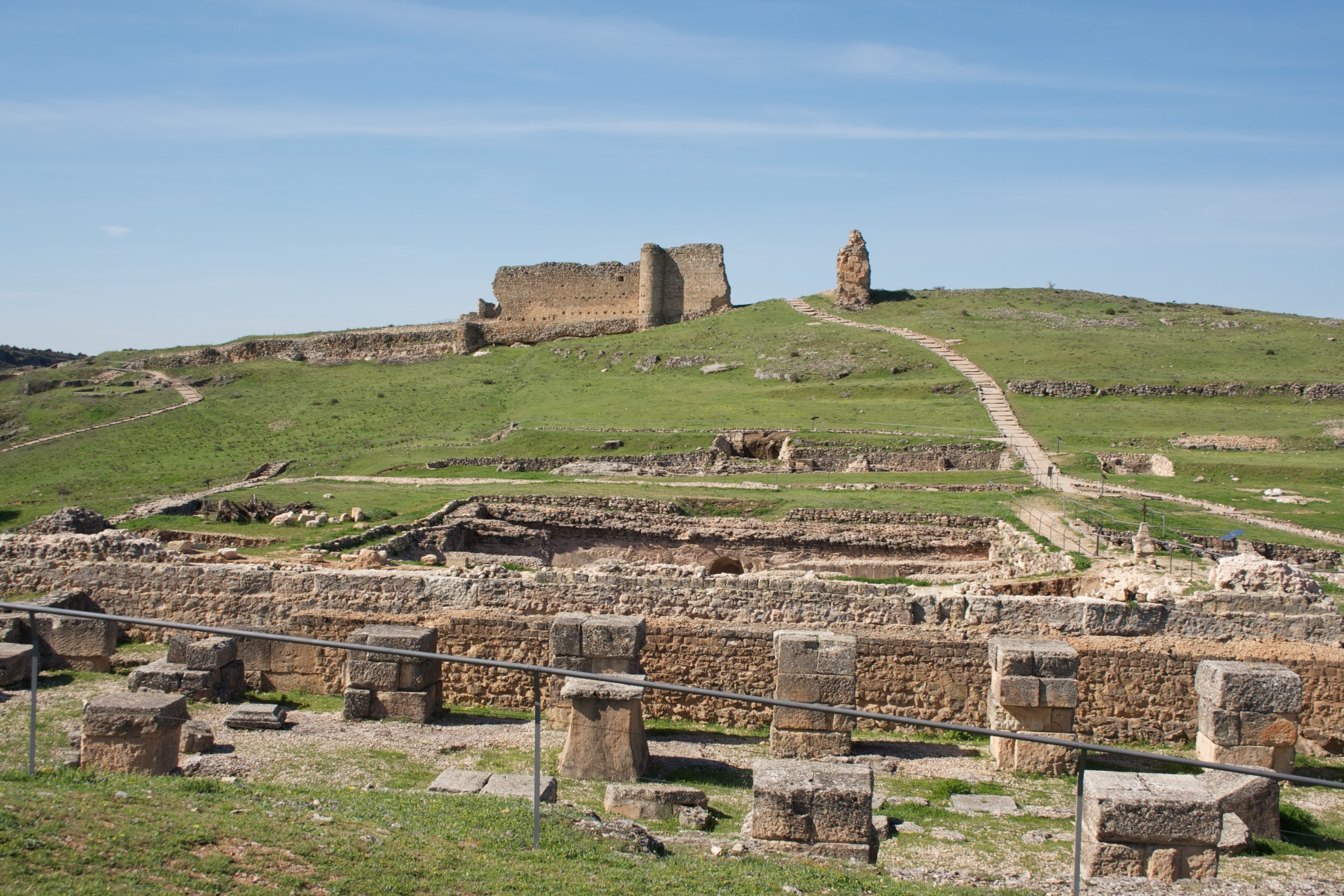
Rovine della città romana di Valeria.

La diocesi di Valeria (in latino: Dioecesis Valariensis) è una sede soppressa e sede titolare della Chiesa cattolica.

## Storia
Valeria, identificabile con la frazione di Valera de Abajo nel comune spagnolo di Las Valeras, fu un'antica città della provincia romana della Hispania Carthaginiensis, sede di una diocesi attestata durante l'epoca visigota.
Si hanno notizie certe di vescovi a partire dall'epoca visigota fino all'invasione araba della penisola, epoca nella quale la diocesi ebbe probabilmente fine.
Dal 1969 Valeria è annoverata tra le sedi vescovili titolari della Chiesa cattolica; dal 28 maggio 1986 l'arcivescovo, titolo personale, titolare è Francesco Canalini, già nunzio apostolico.

## Cronotassi

### Vescovi
- Giovanni † (menzionato nel 589)
- Magnenzio † (menzionato nel 610)
- Eusebio † (prima del 633 - dopo il 636)
- Tagonzio † (prima del 646 - dopo il 653)
- Stefano † (prima del 655 - dopo il 656)
- Gaudenzio † (prima del 675 - dopo il 693)

### Vescovi titolari
- Antonio Lloren Mabutas † (25 luglio 1970 - 9 dicembre 1972 succeduto arcivescovo di Davao)
- Hugolino Cerasuolo Stacey, O.F.M. † (30 maggio 1975 - 2 maggio 1985 nominato vescovo di Loja)
- Francesco Canalini, dal 28 maggio 1986